# Opatovice nad Labem

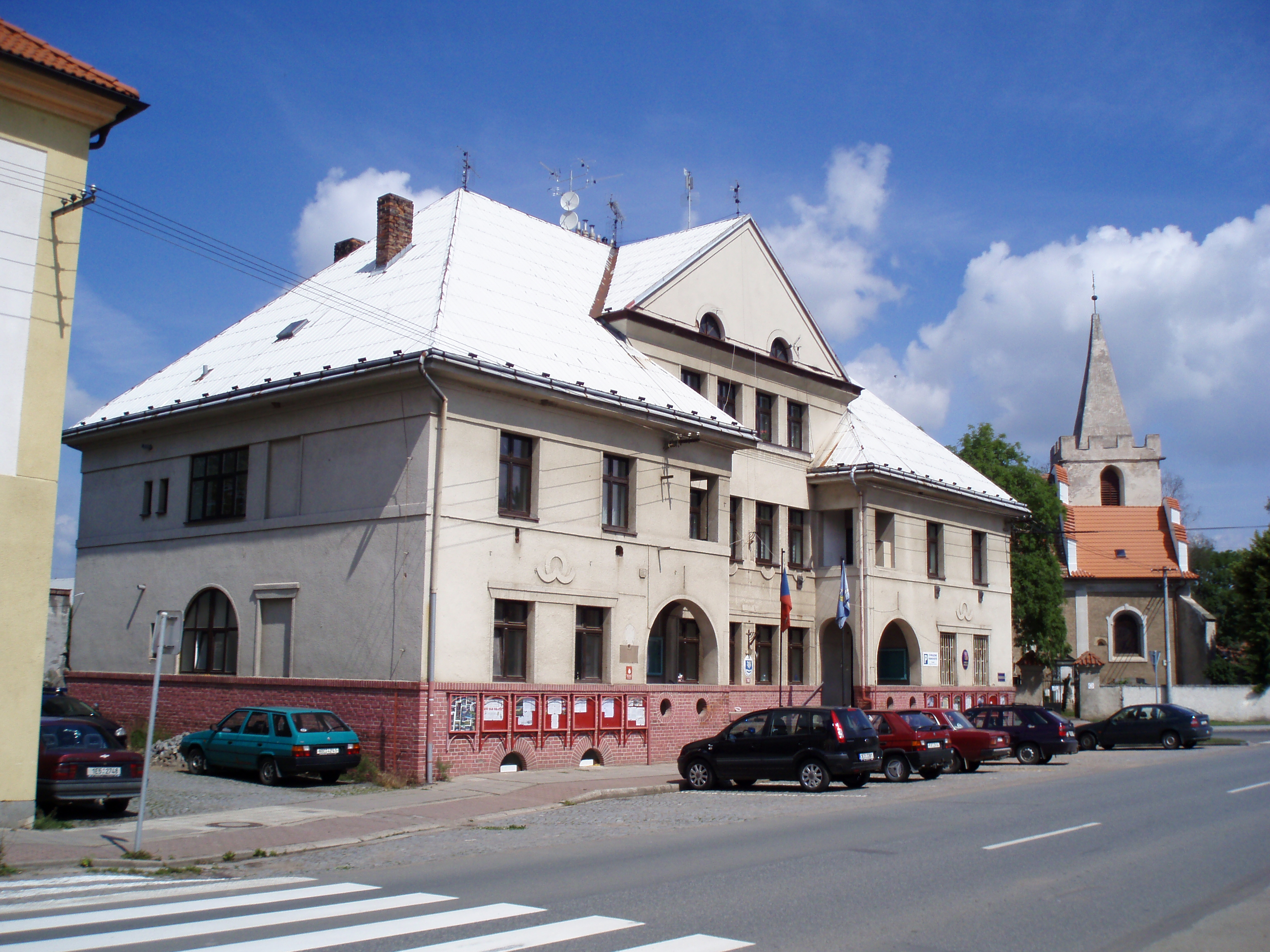
Urząd Gminny i Kościół św. Wawrzyńca

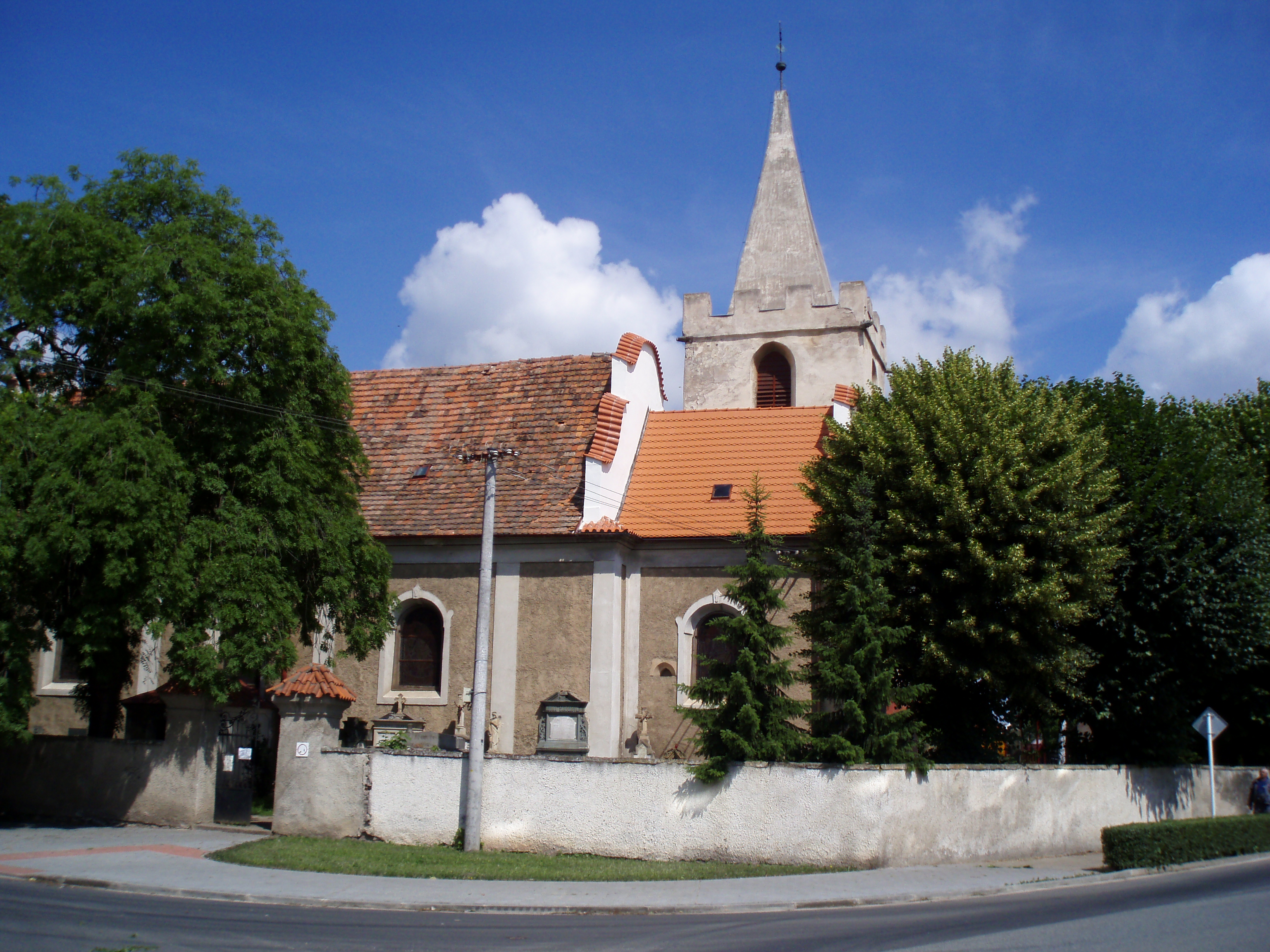
Kościół św. Wawrzyńca

Opatovice nad Labem – wieś w Czechach, w kraju pardubickim, położona między miastami Hradec Králové i Pardubice.

## Historia
Pierwsza wzmianka o Opatovicach nad Labem pochodzi z 1073 roku. W 1086 roku założono w nich klasztor benedyktynów, który w 1421 roku został spalony przez wojska husyckie. W latach 1956–1960 wybudowano elektrownię.

## Zabytki
- Kościół św. Wawrzyńca z XIII wieku
- Statuy św. Jana Nepomucena, św. Marii Panny, św. Józefa oraz św. Wacława
- Pomnik ofiar I i II wojny światowej
- Młyn Moráveka
- Willa Nohejla
- Plebania
- Stara szkoła
- Areał byłego Ziemskiego Ośrodka Poprawczo-Wychowawczego Dla Młodzieży z lat 20. XX wieku
- Kanał Opatowicki z XV wieku o długości 32,7 km